# Франко, Вандер
Вандер Самуэль Франко-старший (исп. Wander Samuel Franco Sr.; 1 марта 2001, Бани) — доминиканский бейсболист, шортстоп и игрок третьей базы клуба Главной лиги бейсбола «Тампа-Бэй Рейс».

## Биография
Вандер Франко родился 1 марта 2001 года в Бани в Доминиканской Республике. Он происходит из бейсбольной семьи, отец Франко и два его старших брата играли за команды младших лиг, дяди по материнской линии Вилли и Эрик Айбары известны по выступлениям за клубы Главной лиги бейсбола. В 2017 году в возрасте шестнадцати лет Франко в статусе свободного агента подписал контракт с клубом «Тампа-Бэй Рейс», получив бонус в размере 3,8 млн долларов. На тот момент он занимал первое место в рейтинге лучших молодых иностранных игроков по версии официального сайта лиги.
Профессиональную карьеру Франко начал в 2018 году в составе клуба Аппалачской лиги «Принстон Рейс». Он сыграл за команду в 61 матче, отбивая с показателем 35,1 % и став одним из лидеров лиги по количеству набранных RBI. По итогам года Франко был признан Игроком года в Аппалачской лиге. В 2019 году он сыграл 114 матчей за «Боулинг-Грин Хот Родс» и «Шарлотт Стоун Крабс», отбивая с эффективностью 32,1 %. В играх сезона он заработал 56 уоков при 35 полученных страйкаутах. После отмены сезона младших лиг 2020 года из-за пандемии COVID-19 Франко тренировался с основным составом «Рейс», но на поле не выходил. После окончания бейсбольного сезона в США он принимал участие в играх Доминиканской зимней лиги в составе Леонес дель Эскогидо, но досрочно завершил турнир из-за проблем со здоровьем.
Чемпионат 2021 года Франко начал в команде AAA-лиги «Дарем Буллз», за которую сыграл 38 матчей с показателем отбивания 31,5 %, выбив семь хоум-ранов и набрав 35 RBI. В июне он был вызван в основной состав «Рейс» и дебютировал в Главной лиге бейсбола. Он принял участие в 70 матчах команды, отбивая с эффективностью 28,8 %. По оценкам сайта baseball-reference.com Франко вошёл в пятёрку самых полезных игроков Тампы-Бэй. По ходу чемпионата он провёл серию из 43 матчей с как минимум одной занятой базой, повторив рекорд Фрэнка Робинсона для игроков в возрасте до двадцати лет включительно, установленный в 1956 году. В играх Дивизионной серии плей-офф против «Бостон Ред Сокс» он заработал пять ранов, четыре RBI и выбил два хоум-рана. В ноябре Франко подписал с клубом новый контракт на одиннадцать лет, сумма соглашения составила 182 млн долларов. По его условиям у Рейс также имеется возможность продления срока на год, в таком случае общая сумма вырастет до 223 млн долларов. Этот контракт стал крупнейшим в истории команды, а также рекордным для игрока со стажем игры в лиге менее года.